# Sphaerocoryne affinis
Sphaerocoryne affinis är en kirimojaväxtart som först beskrevs av Johannes Elias Teijsmann och Simon Binnendijk, och fick sitt nu gällande namn av Henry Nicholas Ridley. Sphaerocoryne affinis ingår i släktet Sphaerocoryne och familjen kirimojaväxter. Inga underarter finns listade i Catalogue of Life.

## Bildgalleri

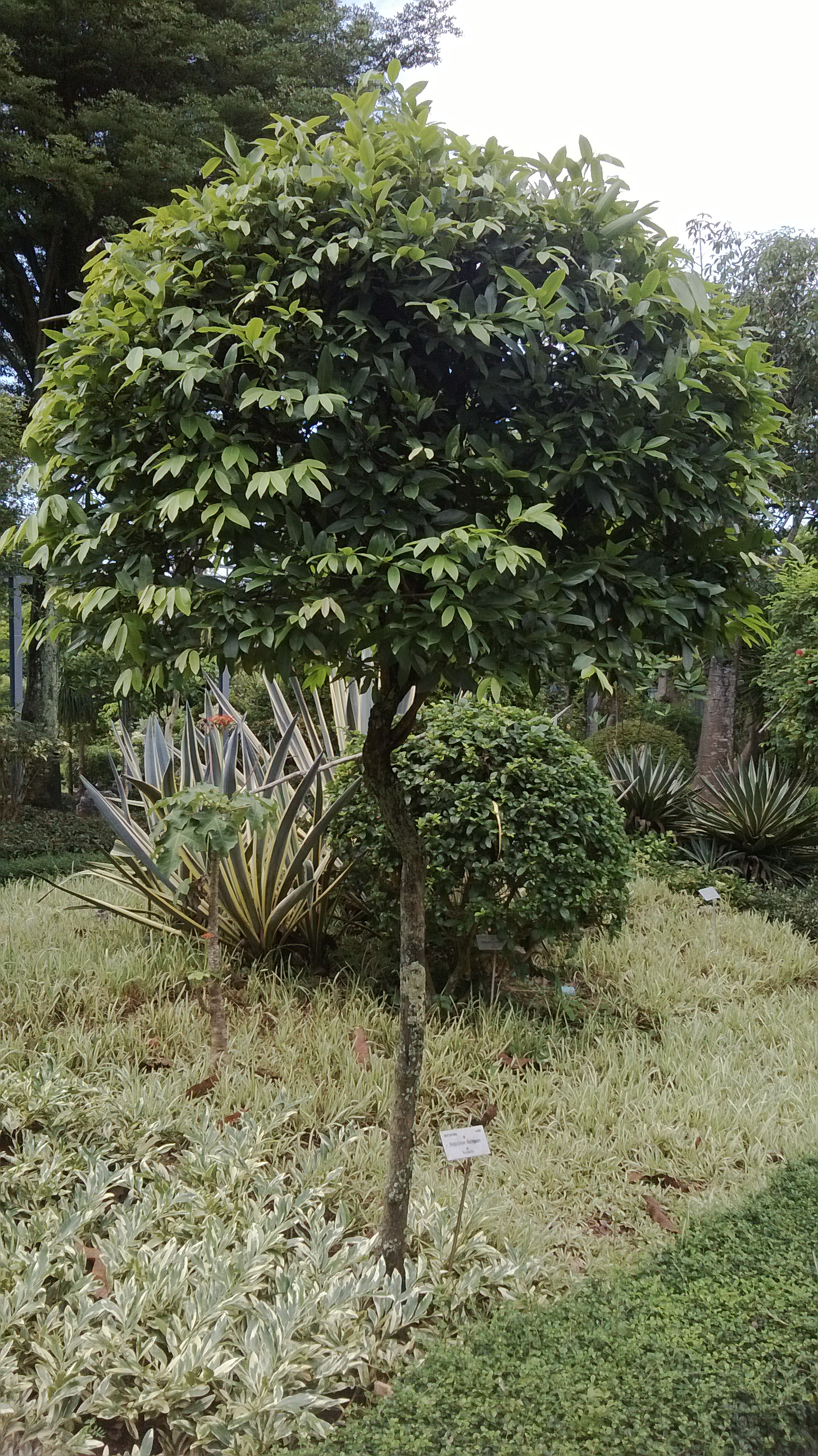